# Francisco Boix
Francesc Boix Campo (Barcelona, 14 de agosto de 1920 – Paris, 7 de julho de 1951) foi um fotógrafo catalão, veterano da Guerra Civil Espanhola, que esteve preso no campo de concentração de Mauthausen. 
Durante os julgamentos de Nuremberg e Dachau, ele apresentou fotografias que desempenharam um papel crucial na condenação de criminosos de guerra nazistas.

## Biografia
Boix nasceu em El Poble-sec, um bairro de Barcelona, em 1920. Começou a trabalhar aos 14 anos como aprendiz num estúdio fotográfico. Ainda adolescente, entrou para a juventude comunista espanhola quando a Guerra Civil começou, entrou para a redação da revista Julio editado pela Juventude Socialista Unificada da Catalunha, como fotojornalista.
Tendo ingressado no exército republicano, onde teve como principal missão fotografar o conflito, Boix tirou mais de 700 fotografias entre 1937 e 1938 nas frentes de Aragão e Segre. Com a ascensão da ditadura de Francisco Franco, Boix teve que se exilar na França, em 1938. Entretanto, os espanhóis exilados não foram bem-recebidos pelos franceses. A maioria acabou em campos de concentração, controlados pelo governo francês, onde Boix atuou como fotógrafo. Boix ficou internado no campo de concentração de Vernet d’Ariège e, depois, no de Sètfonts.
Lá, foi recrutado pela Legião Estrangeira Francesa e pelo Exército Francês, participando do movimento de resistência, sendo capturado pelos alemães em 1940. Assim como mais de 7 mil espanhóis, Boix foi prisioneiro no campo de concentração de Mauthausen entre janeiro de 1941 e maio de 1945.
A partir do final de agosto de 1941, ele trabalhou no Erkennungsdienst, o departamento de fotografia da administração do campo, tirando fotos de identificação dos prisioneiros e documentando eventos no local. Durante esse período, conseguiu esconder e preservar cerca de 2 mil negativos, tanto de fotos tiradas por Paul Ricken, chefe do departamento e membro da SS, quanto por ele mesmo.
Nos dias 28 e 29 de janeiro de 1946, durante o julgamento de Nuremberg (Tribunal Militar Internacional), Boix foi chamado pela acusação francesa para apresentar fotografias tiradas pela SS em Mauthausen. Essas imagens retratavam as condições desumanas em que os prisioneiros viviam e eram assassinados no campo. As fotografias também serviram como prova de que o campo era conhecido e visitado por altos líderes do Terceiro Reich, como Ernst Kaltenbrunner, que foi registrado visitando tanto o campo de Mauthausen quanto a pedreira Wienergraben, adjacente ao local.
Em abril de 1946, Boix testemunhou novamente, dessa vez no julgamento militar americano realizado em Dachau contra 61 acusados do campo de Mauthausen.
Entre 1945 e 1951, Boix trabalhou como fotojornalista na imprensa francesa. Durante esse mesmo período, foi membro do Partido Comunista Francês.

## Morte
Boix faleceu em Paris, em 7 de julho de 1951, devido a uma insuficiência renal, aos 30 anos. Foi sepultado no Cemitério do Père-Lachaise, em Paris.

## Cultura popular
El fotógrafo de Mauthausen é um filme espanhol dirigido por Mar Targarona, lançado em 26 de outubro de 2018. Mario Casas interpreta Francisco Boix.
Uma adaptação em graphic novel que conta a história de Francesc Boix, intitulada Le Photographe de Mauthausen, foi publicada em 2017 pela editora belga Le Lombard. A obra foi escrita por Salva Rubio e ilustrada por Pedro J. Colombo.